# Witpootrog
De witpootrog (Amblyraja taaf) is een vissensoort uit de familie van de Rajidae. De wetenschappelijke naam van de soort is voor het eerst geldig gepubliceerd in 1987 door Meisner.